# Tatia intermedia
Tatia intermedia és una espècie de peix de la família dels auqueniptèrids i de l'ordre dels siluriformes.

## Morfologia
Els mascles poden assolir els 12 cm de llargària total.

## Hàbitat
Viu als rius.

## Distribució geogràfica
Es troba a Sud-amèrica: Brasil, Surinam i Guaiana (riu Essequibo).